# Альви
А́льви (давньосканд. álfar,álfafólk; в однині: álf) — у скандинавській мітології нижчі природні духи, аналог ельфів з ґерманської мітології. Як окремий різновид істот згадуються в «Едді», в інших випадках вважаються тим самим, що й ельфи. 
Культ альвів походить із анімістичних вірувань у духів природи та мертвих, пов'язаних із культом родючості. 

## Етимологія
Етимологічно слово álf, як і elf, походить із індоєвропейського *albho — «білий» або "ясний, сяйливий". Такі топоніми як Альпи, Альбіон, Ельба імовірно утворені від слова альв.

## У мітології

### Відомості про альвів
Відомості про альвів у скандинавській мітології не систематичні. В «Старшій Едді» часто повторюється формула «Аси та Альви» (æsir ok álfar), що імовірно означає «усі боги», в такому випадку альви ототожнюються із ванами. Однак у «Промові Альвіса» альви вказуються як відмінні від ванів та асів, і вони мають власні назви для речей. Це, ймовірно, відображає відмінності у статусі між ванами як головними богами родючості та альвами як другорядними. 
Ван Фрейр був паном Альвгейму («Дім Альвів») та мав двох слуг-альвів, Биґґвір та Бейла. Деякі дослідники припускають що вани та альви належать до ранішої релігії Бронзової доби, та згодом були витіснені асами як головними богами. Інші вважають, що вани були богами простого народу, а аси — богами жерців та касти воїнів. Часом ґномів (dvergar) та веттів (vættir), тобто «малих підземних людей», також відносять до альвів, а саме «темних альвів». Зокрема Сноррі Стурлусон у «Молодшій Едді» поділяє альвів на темних, що живуть під землею, та світлих або білих.
Культ Альвів включав «жертвоприношення Альвам» (álfablót), що відбувалось пізньої осені. Святкували його у садибі, проводила церемонію пані дому. Церемонія була повністю таємною, та нікого із чужих на неї не допускали, особливо християн, тому про неї практично нічого не відомо. Однак, виходячи із часу її проведення (близько осіннього рівнодення) та того, що альви асоціювались із родючістю, можна зробити висновок, що ритуал стосувався культу предків та роду.

### Відносини із людьми
Скандинави уявляли альвів як істот, схожих за розмірами на людей, що робило можливим «нормальні» відносини між расами: наприклад, у сазі Hrólf Kraki, данський король Хельґі знаходить жінку-альва на острові та ґвалтує її. Знаменитий чоловік може бути піднесений до статусу альва після смерті, як наприклад король Олаф Ґейрстад-Ельв, чи Волунд. 
Можливими також були міжрасові шлюби між альвами та людьми. Один із прикладів наведено у Thidrekssaga, де матір'ю героя Хьоґні була людська королева, а батьком — альв на ймення Альдріян. У Сазі про Інґлінґів вказується, що оскільки дрібні королі Альвгейму (відповідає сучасній шведській провінції Bohuslän) походили від альвів, вони були красивіші від більшості чоловіків.

### Світлі та темні альви
Світлим альвам (ельфам) було віддано царство Альвгейм, темним альвам (ґномам) — царство Свартальвагейм, а карликам-цверґам земля Нідавеллір.
У «Молодшій Едді» та «Біда Нібелунґам» наводяться імена певних альвів: 
- Велюнд — повелитель альвів, красивий коваль.
- Бейла, Биґґвір, Деккальфар та Свартальфар — чаклуни та співці.

Серед темних альвів (дварфів, цверґів) також згадувались: 
- Хрейдмар — чаклун, якому в якості викупу за вбивство сина аси передали скарби Нібелунґів, що були прокляті цверґом Андварі.
- Сини Хрейдмара — Отр, Регін, Фафнір.
- Андварі — власник чарівного персня сили.
- Ґандальв — маг і чаклун.
- Відфін — гном, який відправив своїх синів добути мед з медового джерела мудрості Міміра.
- Сини Відфіна — Бив, Х'юк.